# Classifica scalatori (Tour de France)

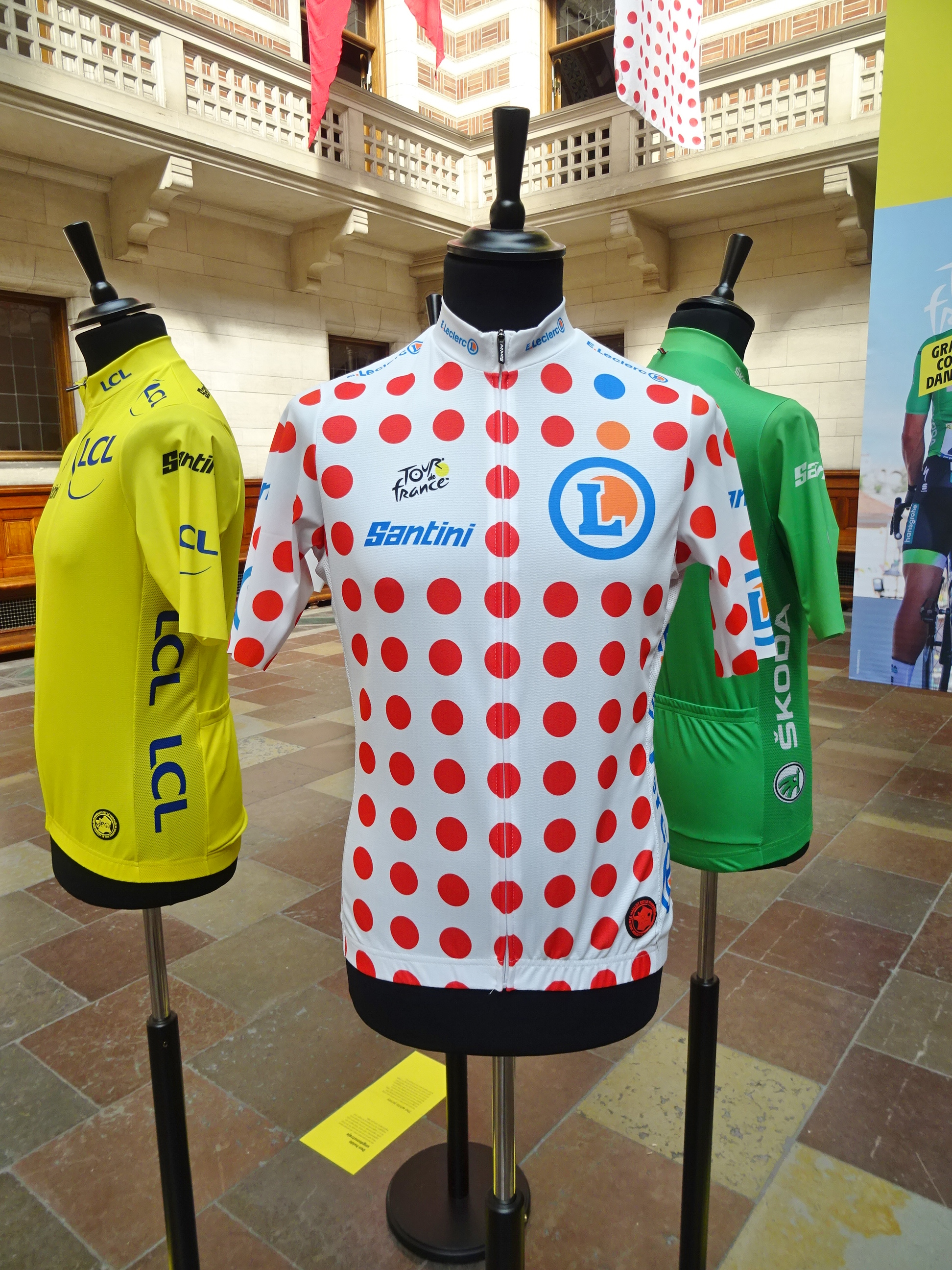
La maglia a pois

La classifica scalatori del Tour de France, in lingua originale Classement général du meilleur grimpeur (it. Classifica generale del miglior scalatore), è una delle classifiche accessorie della corsa a tappe francese, istituita nel 1975. Consiste in una graduatoria determinata dai punti che vengono assegnati ai ciclisti che transitano per primi al traguardo dei Gran Premi della Montagna. Il leader della classifica indossa la maglia a pois (fr. Maillot à pois).

## Storia

### Le montagne al Tour de France
Il primo Tour de France prevedeva l'ascesa di una montagna – il Ballon d'Alsace nei Vosgi - ma pochi altri colli. Il primo fu il Col des Echarmeaux, nella tappa iniziale da Parigi a Lione, su quella che ora è la vecchia strada che unisce Autun a Lione. La tappa da Lione a Marsiglia includeva il "Col de la République", conosciuto anche come "Col du Grand Bois", alla periferia di Saint-Étienne. Vere montagne non furono introdotte fino al 1910, quando vennero scalati i Pirenei. In quell'anno il Tour passò per la prima volta sul Colle d'Aubisque e sul vicino Tourmalet. Desgrange ancora una volta non seguì la tappa. Entrambe le ascese erano delle mulattiere, scalate con biciclette pesanti e senza rapporti guidate da uomini con pneumatici di ricambio sulle spalle e cibo, abbigliamento ed attrezzi in borse appese alle manopole. 
Nel 1911 Desgrange inserì anche le Alpi nel percorso del Tour de France. Nella storia la cima più alta raggiunta dalla corsa è il Colle dell'Iseran, in Savoia, scalato nel 1938, con vetta a 2751 m. Il più alto arrivo in quota è stato a Galibier - Serre Chevalier nel 2011, a 2645 m con vittoria del lussemburghese Andy Schleck; tuttavia si può considerare come arrivo di tappa più alto della Grande Boucle, il già citato Iseran, in quanto nel 2019, causa condizioni climatiche avverse, la tappa con arrivo a Tignes venne neutralizzata e i tempi vennero presi al passaggio sull'Iseran: il primo a transitare fu Egan Bernal, che in quell'occasione si vestì di giallo, ma che non venne riconosciuto come vincitore di tappa. Altre montagne "storiche" del Tour sono l'Alpe d'Huez, il Col de la Madeleine ed il Mont Ventoux.

### La nascita della classifica

Claudio Chiappucci, due volte vincitore della classifica scalatori al Tour de France, trionfa in maglia a pois al Sestriere nell'edizione 1992.

La classifica della montagna fu calcolata per la prima volta nel 1933. Il vincitore, Vicente Trueba, passò sulla maggior parte dei Gran Premi della Montagna per primo. Tuttavia, essendo un cattivo discesista non ottenne mai alcun vantaggio dalle sue scalate. Il direttore del Tour de France, Henri Desgrange, decise dunque che il corridore che per primo fosse passato sulle vette, dovesse essere premiato. A partire dal 1934, lo scarto tra il primo e il secondo su un GPM era attribuito come bonus di tempo al primo. Questo bonus sparì più tardi, ma la classifica della montagna rimase. Nonostante fosse riconosciuta a partire dal 1933, il miglior "grimpeur" non ricevette una maglia distintiva fino al 1975. I suoi colori, bianco a pois rossi, derivano dallo sponsor di quell'epoca, Chocolat Poulain. In seguito, i supermercati Champion sono diventati lo sponsor della maglia, senza però che il colore cambiasse. Dall'edizione 2009, la maglia a pois è sponsorizzata dagli ipermercati e supermercati Carrefour e Carrefour Market.
Il francese Richard Virenque ha vinto questa speciale classifica sette volte, seguito dallo spagnolo Federico Bahamontes e dal belga Lucien Van Impe con sei successi a testa. Tra le nazioni Spagna e Francia comandano con quindici successi. Dodici volte il vincitore della classifica finale della maglia a pois si è aggiudicato anche la classifica generale (maglia gialla): l'ultimo a riuscirvi è stato Jonas Vingegaard nel 2022; prima di lui erano riusciti nell'impresa Gino Bartali (1938 e 1948), Sylvère Maes (1939), Fausto Coppi (1949 e 1952), il già citato Federico Bahamontes (1959), Eddy Merckx (1969 e 1970), Chris Froome (2015) e Tadej Pogacar (2020 e 2021).

### Sponsor della maglia
- 1975-1978: Chocolat Poulain
- 1979-1981: Campagnolo
- 1982-1984: Chocolat Poulain
- 1985-1989: Café de Colombia
- 1990: Ripolin
- 1991-1992: Coca-Cola Light
- 1993-2008: Champion
- 2009-2019: Carrefour
- 2019-: E.Leclerc

## Attribuzione dei punti
Ai primi corridori che passano sulla vetta dei traguardi per gli scalatori vengono assegnati dei punti in base all'ordine di transito. Le vette sono suddivise in cinque categorie basate sulla difficoltà e corrispondenti ciascuna a una scala di punti. Le meno difficili sono quelle di quarta categoria, le più dure le Hors Catégorie ("fuori categoria"). La difficoltà di un'ascesa è stabilita dalla sua ripidezza, lunghezza e posizione nella corsa.
Fino al 2010 al passaggio su un traguardo di quarta categoria, i punti venivano assegnati ai primi tre corridori, mentre su una "Hors Catégorie", venivano assegnati ai primi dieci. I punti assegnati erano doppi se l'ascesa verso un traguardo di seconda, prima o Hors Catégorie costituiva l'ultima salita della tappa.
I punti erano attribuiti secondo il modello seguente:
|                   | 1º | 2º | 3º | 4º | 5º | 6º | 7º | 8º | 9º | 10º |
| ----------------- | -- | -- | -- | -- | -- | -- | -- | -- | -- | --- |
| Hors Categorie    | 20 | 18 | 16 | 14 | 12 | 10 | 8  | 7  | 6  | 5   |
| Prima categoria   | 15 | 13 | 11 | 9  | 8  | 7  | 6  | 5  |    |     |
| Seconda categoria | 10 | 9  | 8  | 7  | 6  | 5  |    |    |    |     |
| Terza categoria   | 4  | 3  | 2  | 1  |    |    |    |    |    |     |
| Quarta categoria  | 3  | 2  | 1  |    |    |    |    |    |    |     |

Dal 2011 al passaggio su un traguardo di quarta categoria viene assegnato un punto al solo corridore che transita per primo, su uno di prima categoria vengono assegnati punti ai primi sei mentre su una salita "Hors Catégorie" vengono premiati i primi dieci. I punti assegnati sono doppi se l'ascensione di un traguardo Hors Catégorie è l'ultima salita della tappa.
I punti sono attribuiti secondo il modello seguente:
|                   | 1º | 2º | 3º | 4º | 5º | 6º | 7º | 8º |
| ----------------- | -- | -- | -- | -- | -- | -- | -- | -- |
| Hors Categorie    | 20 | 15 | 12 | 10 | 8  | 6  | 4  | 2  |
| Prima categoria   | 10 | 8  | 6  | 4  | 2  | 1  |    |    |
| Seconda categoria | 5  | 3  | 2  | 1  |    |    |    |    |
| Terza categoria   | 2  | 1  |    |    |    |    |    |    |
| Quarta categoria  | 1  |    |    |    |    |    |    |    |

## Albo d'oro

### Classifica miglior scalatore
| Anno | Nome               | Squadra                    | Altre classifiche |
| ---- | ------------------ | -------------------------- | ----------------- |
| 1905 | René Pottier       | Peugeot                    |                   |
| 1906 | René Pottier       | Peugeot                    | Generale          |
| 1907 | Émile Georget      | Peugeot                    |                   |
| 1908 | Gustave Garrigou   | Peugeot                    |                   |
| 1909 | François Faber     | Alcyon                     | Generale          |
| 1910 | Octave Lapize      | Alcyon                     | Generale          |
| 1911 | Paul Duboc         | Alcyon                     |                   |
| 1912 | Odile Defraye      | Alcyon                     | Generale          |
| 1913 | Philippe Thys      | Peugeot                    | Generale          |
| 1914 | Firmin Lambot      | Peugeot                    |                   |
| 1919 | Honoré Barthélémy  | La Sportive                |                   |
| 1920 | Firmin Lambot      | La Sportive                |                   |
| 1921 | Hector Heusghem    | Individuale                |                   |
| 1922 | Jean Alavoine      | Peugeot                    |                   |
| 1923 | Henri Pélissier    | Automoto                   | Generale          |
| 1924 | Ottavio Bottecchia | Automoto                   | Generale          |
| 1925 | Ottavio Bottecchia | Automoto                   | Generale          |
| 1926 | Lucien Buysse      | Automoto                   | Generale          |
| 1927 | Michele Gordini    | Individuale                |                   |
| 1928 | Victor Fontan      | Fontan                     |                   |
| 1929 | Victor Fontan      | Fontan                     |                   |
| 1930 | Benoît Faure       | Individuale (cicloturisti) |                   |
| 1931 | Jef Demuysere      | Belgio                     |                   |
| 1932 | Vicente Trueba     | Individuale (cicloturisti) |                   |

### Classifica Gran Premio della montagna
| Anno | Nome                | Squadra                      | Punti | Altre classifiche        |
| ---- | ------------------- | ---------------------------- | ----- | ------------------------ |
| 1933 | Vicente Trueba      | Individuali                  | 134   | -                        |
| 1934 | René Vietto         | Francia                      | 111   | -                        |
| 1935 | Félicien Vervaecke  | Belgio                       | 118   | -                        |
| 1936 | Julián Berrendero   | Spagna/Lussemburgo           | 132   | -                        |
| 1937 | Félicien Vervaecke  | Belgio                       | 114   | -                        |
| 1938 | Gino Bartali        | Italia                       | 107   | Generale                 |
| 1939 | Sylvère Maes        | Belgio                       | 86    | Generale                 |
| 1947 | Pierre Brambilla    | Francia                      | 98    | -                        |
| 1948 | Gino Bartali        | Italia                       | 62    | Generale                 |
| 1949 | Fausto Coppi        | Italia                       | 81    | Generale                 |
| 1950 | Louison Bobet       | Francia                      | 58    | -                        |
| 1951 | Raphaël Géminiani   | Francia                      | 66    | -                        |
| 1952 | Fausto Coppi        | Italia                       | 92    | Generale                 |
| 1953 | Jesús Loroño        | Spagna                       | 54    | -                        |
| 1954 | Federico Bahamontes | Spagna                       | 95    | -                        |
| 1955 | Charly Gaul         | Lussemburgo                  | 84    | -                        |
| 1956 | Charly Gaul         | Lussemburgo                  | 71    | -                        |
| 1957 | Gastone Nencini     | Italia                       | 44    | -                        |
| 1958 | Federico Bahamontes | Spagna                       | 79    | -                        |
| 1959 | Federico Bahamontes | Spagna                       | 73    | Generale                 |
| 1960 | Imerio Massignan    | Italia                       | 56    | -                        |
| 1961 | Imerio Massignan    | Italia                       | 95    | -                        |
| 1962 | Federico Bahamontes | Margnat-Paloma-D'Alessandro  | 137   | -                        |
| 1963 | Federico Bahamontes | Margnat-Paloma-Dunlop        | 147   | -                        |
| 1964 | Federico Bahamontes | Margnat-Paloma-Dunlop        | 173   | -                        |
| 1965 | Julio Jiménez       | KAS-Kaskol                   | 131   | -                        |
| 1966 | Julio Jiménez       | Ford France-Hutchinson       | 123   | -                        |
| 1967 | Julio Jiménez       | Spagna                       | 122   | -                        |
| 1968 | Aurelio González    | Spagna                       | 96    | -                        |
| 1969 | Eddy Merckx         | Faema                        | 155   | Generale Punti Combinata |
| 1970 | Eddy Merckx         | Faema-Faemino                | 128   | Generale Combinata       |
| 1971 | Lucien Van Impe     | Sonolor-Lejeune              | 228   | -                        |
| 1972 | Lucien Van Impe     | Sonolor-Lejeune              | 229   | -                        |
| 1973 | Pedro Torres        | La Casera-Peña Bahamontes    | 225   | -                        |
| 1974 | Domingo Perurena    | KAS-Kaskol                   | 161   | -                        |
| 1975 | Lucien Van Impe     | Gitane-Campagnolo            | 342   | -                        |
| 1976 | Giancarlo Bellini   | Brooklyn                     | 170   | -                        |
| 1977 | Lucien Van Impe     | Lejeune-BP                   | 244   | -                        |
| 1978 | Mariano Martínez    | Jobo-Superia                 | 187   | -                        |
| 1979 | Giovanni Battaglin  | Inoxpran                     | 239   | -                        |
| 1980 | Raymond Martin      | Miko-Mercier-Vivagel         | 223   | -                        |
| 1981 | Lucien Van Impe     | Boston-Mavic                 | 284   | -                        |
| 1982 | Bernard Vallet      | La Redoute-Motobécane        | 278   | -                        |
| 1983 | Lucien Van Impe     | Metauro Mobili-Pinarello     | 272   | -                        |
| 1984 | Robert Millar       | Peugeot-Shell-Michelin       | 284   | -                        |
| 1985 | Luis Herrera        | Varta-Café de Colombia-Mavic | 440   | -                        |
| 1986 | Bernard Hinault     | La Vie Claire-Radar          | 351   | Combattività             |
| 1987 | Luis Herrera        | Varta-Café de Colombia       | 452   | -                        |
| 1988 | Steven Rooks        | PDM-Ultima-Concorde          | 326   | Combinata                |
| 1989 | Gert-Jan Theunisse  | PDM-Ultima-Concorde          | 441   | -                        |
| 1990 | Thierry Claveyrolat | RMO                          | 321   | -                        |
| 1991 | Claudio Chiappucci  | Carrera-Vagabond             | 312   | Combattività             |
| 1992 | Claudio Chiappucci  | Carrera-Vagabond-Tassoni     | 410   | Combattività             |
| 1993 | Tony Rominger       | CLAS-Cajastur                | 449   | -                        |
| 1994 | Richard Virenque    | Festina-Lotus                | 392   | -                        |
| 1995 | Richard Virenque    | Festina-Lotus                | 438   | -                        |
| 1996 | Richard Virenque    | Festina-Lotus                | 383   | Combattività             |
| 1997 | Richard Virenque    | Festina-Lotus                | 579   | Combattività             |
| 1998 | Christophe Rinero   | Cofidis                      | 200   | -                        |
| 1999 | Richard Virenque    | Team Polti                   | 279   | -                        |
| 2000 | Santiago Botero     | Kelme-Costa Blanca           | 347   | -                        |
| 2001 | Laurent Jalabert    | Team CSC-Tiscali             | 258   | Combattività             |
| 2002 | Laurent Jalabert    | Team CSC-Tiscali             | 262   | Combattività             |
| 2003 | Richard Virenque    | Quick Step-Davitamon         | 324   | -                        |
| 2004 | Richard Virenque    | Quick Step-Davitamon         | 266   | Combattività             |
| 2005 | Michael Rasmussen   | Rabobank                     | 185   | -                        |
| 2006 | Michael Rasmussen   | Rabobank                     | 166   | -                        |
| 2007 | Mauricio Soler      | Barloworld                   | 206   | -                        |
| 2008 | non attribuita      | -                            | -     | -                        |
| 2009 | non attribuita      | -                            | -     | -                        |
| 2010 | Anthony Charteau    | Bbox Bouygues Telecom        | 143   | -                        |
| 2011 | Samuel Sánchez      | Euskaltel-Euskadi            | 108   | -                        |
| 2012 | Thomas Voeckler     | Team Europcar                | 134   | -                        |
| 2013 | Nairo Quintana      | Movistar Team                | 147   | Giovani                  |
| 2014 | Rafał Majka         | Tinkoff-Saxo                 | 181   | -                        |
| 2015 | Chris Froome        | Team Sky                     | 119   | Generale                 |
| 2016 | Rafał Majka         | Tinkoff                      | 209   | -                        |
| 2017 | Warren Barguil      | Sunweb                       | 169   | Combattività             |
| 2018 | Julian Alaphilippe  | Quick-Step Floors            | 177   | -                        |
| 2019 | Romain Bardet       | AG2R La Mondiale             | 86    | -                        |
| 2020 | Tadej Pogačar       | UAE Team Emirates            | 82    | Generale Giovani         |
| 2021 | Tadej Pogačar       | UAE Team Emirates            | 107   | Generale Giovani         |
| 2022 | Jonas Vingegaard    | Jumbo-Visma                  | 72    | Generale                 |
| 2023 | Giulio Ciccone      | Lidl-Trek                    | 106   | -                        |
| 2024 | Richard Carapaz     | EF Education-EasyPost        | 127   | Combattività             |
| 2025 | Tadej Pogačar       | UAE Team Emirates XRG        | 119   | Generale                 |